# Bauhinia wuzhengyii
Bauhinia wuzhengyii är en ärtväxtart som beskrevs av Supee Saksuwan Larsen. Bauhinia wuzhengyii ingår i släktet Bauhinia och familjen ärtväxter. Inga underarter finns listade i Catalogue of Life.